# Coprolite della Lloyds Bank

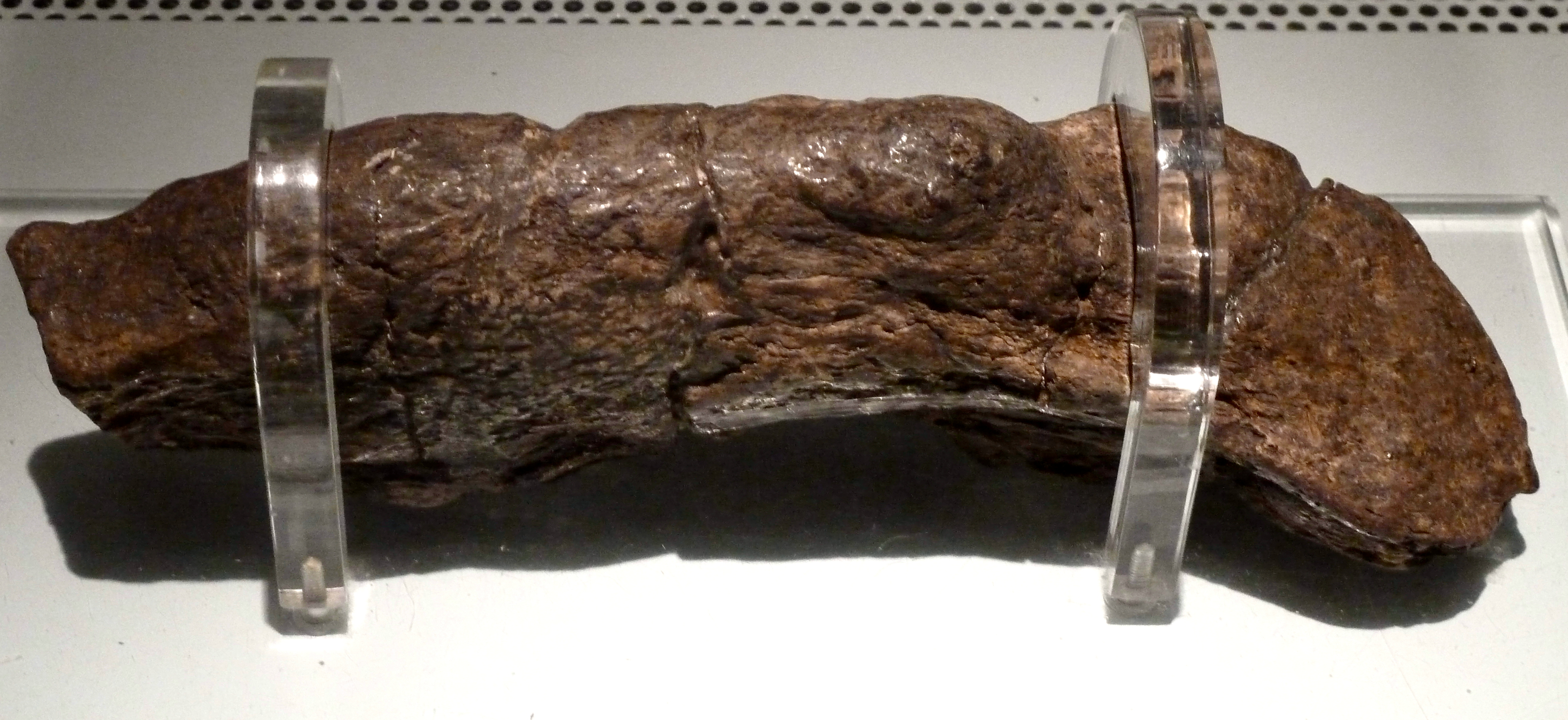
La coprolite della Lloyds Bank

La coprolite della Lloyds Bank (in inglese Lloyds Bank coprolite, anche conosciuta, in maniera più colloquiale, come Lloyds Bank turd) è una coprolite umana, di origine vichinga, conservata presso il Jorvik Viking Centre. Rinvenuta presso una sede della Lloyds Bank a York, nel Regno Unito, la coprolite viene ricordata per essere l'escremento umano fossile più grande mai rinvenuto grazie alla sua lunghezza pari a 20 cm, nonché il reperto del suo genere più costoso al mondo.

## Storia
La coprolite della Lloyds Bank venne rinvenuta nel 1972 nel corso di un piccolo scavo archeologico diretto dallo York Archaeological Trust, in un terreno umido e torboso, presso quella che sarebbe diventata la sede della Lloyds Bank di Pavement, nella città inglese di York. A differenza di molte altre coproliti diffuse a York, rintracciabili nelle zone un tempo adibite a latrine o luoghi in cui erano accumulati dei residui organici, la coprolite della Lloyds Bank è attribuibile a un singolo individuo.

Nel 1991, Andrew Jones, un impiegato dello York Archaeological Trust e paleoscatologo, catturò l'attenzione dei mass media quando dichiarò: 
L'esemplare venne esposto presso l'Archaeological Resource Centre, un centro di sensibilizzazione e istruzione gestito dallo York Archaeological Trust. Nel gennaio del 2003 dei visitatori fecero accidentalmente cadere l'espositore in cui era collocata la coprolite, che si ruppe in tre pezzi. In seguito all'accaduto, vennero avviate delle procedure per ricostruirla. Dal 2008 l'escremento è esposto al Jorvik Viking Centre. Il reperto è stato valutato 30 000 £, diventando così la coprolite umana più costosa del mondo e assicurata per 400 000 $; i fattori che ne hanno determinato l'elevato prezzo sono le grandi dimensioni e lo stato di conservazione che, a detta degli esperti, rasenterebbe la perfezione.

## Descrizione
Grazie alla lunghezza di 20 centimetri, larghezza di cinque centimetri e peso di mezzo chilogrammo, la coprolite della Lloyds Bank è probabilmente l'esemplare di feci umane fossili più grandi mai rinvenuto. Stando a delle analisi scientifiche, il suo produttore era probabilmente un vichingo vissuto nel IX secolo, quando la città di York prendeva il nome di Jórvík; si suppone che mangiasse poche verdure e grandi quantità di carne, pane e cereali come la crusca. Gli studi hanno inoltre rinvenuto la presenza di diverse centinaia di uova parassite, a conferma che lo stomaco e l'intestino del suo creatore fossero pieni di vermi: un fattore che lascia intendere quanto scarsa fosse l'igiene degli insediamenti vichinghi, spesso popolati da animali potenzialmente pericolosi per l'uomo come i topi e le larve delle mosche. Stando a Gill Snape, che aveva preso parte alla ricostruzione dell'oggetto quando andò distrutto nel 2003, la sostituzione naturale della materia organica con i minerali avrebbe contribuito in maniera decisiva a conferire peso al deposito "lungo e grasso"; Snape dichiarò anche che il suo fautore avrebbe aspettato qualche giorno prima di espellerlo.